# Sainte-Ode
Sainte-Ode es un municipio de la región de Valonia, en la provincia de Luxemburgo, Bélgica. A 1 de enero de 2019 tenía una población estimada de 2555 habitantes.

## Geografía
Se encuentra ubicada al sureste del país, en la zona de las Ardenas y cerca del río Ourthe, un afluente del río Mosa.

### Secciones del municipio
El municipio comprende los antiguos municipios, que se fusionaron en 1977:
| - Amberloup - Tillet - Lavacherie |

### Aldeas del municipio
- en Amberloup: Aviscourt, Fosset, Herbaimont, Ménil, Sprimont, Tonny
- Lavacherie: Le Jardin
- Tillet: Acul, Beauplateau, Chisogne, Gérimont, Houmont, Hubermont, Laval, Magerotte, Magery, Milliomont, Pinsamont, Rechimont, Rechrival, Renuamont

## Demografía

### Evolución
Todos los datos históricos relativos al actual municipio, el siguiente gráfico refleja su evolución demográfica, incluyendo municipios después de efectuada la fusión el 1 de enero de 1977.
| Gráfica de evolución demográfica de Sainte-Ode entre 1846 y 2020 |
|                                                                  |